# 坂野上明
坂野上 明（さかのうえ あきら、1930年6月3日 - 2015年7月20日）は、日本の経営者。北海道新聞社社長を務めた。

## 来歴・人物
新潟県出身。1953年に東北大学経済学部を卒業し、同年に北海道新聞社に入社。1989年1月に取締役に就任し、1992年6月に常務を経て、1993年1月に社長に就任。1999年1月に会長に就任し、2001年1月に相談役に就任。
北海道文化放送取締役も務めた。
2015年7月20日に老衰のために死去。85歳没。